# Té mexicano

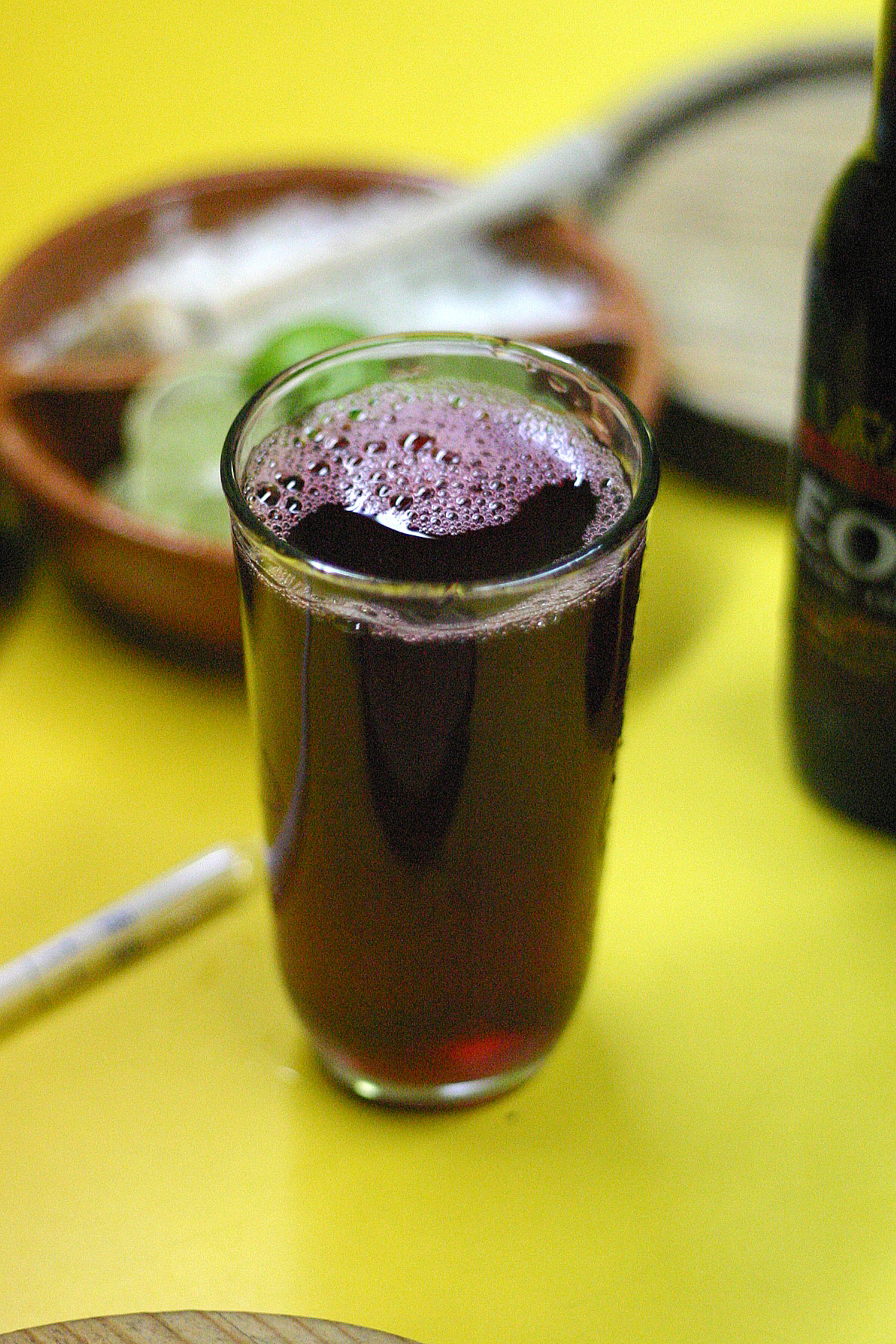
Agua de Jamaica, popular infusión fría en México.

El té mexicano es conocido por sus tradicionales infusiones herbales y sus propiedades. En las últimas décadas, importar té se ha hecho muy popular en México. En el extranjero, las recetas populares del té mexicano también se han vuelto bastante populares.

## Historia
México tiene numerosas hierbas indígenas que culturas nativas usaban siglos antes de la colonización española para hacer infusiones. Los tés provenientes de Europa y Asia no pertenecen a la agricultura mexicana, sin embargo, tienen una popularidad muy alta en otras partes del mundo. 
México es uno de los países más diversos, tiene desde desiertos a mesetas montañosas y hasta selvas tropicales en el sureste. La región sureste de aquel país, es la más adecuada para el cultivo de tés importados.
Solo un pequeño número de establecimientos en la Ciudad de México tienen un espacio formal para el té, en donde se utiliza el estilo Británico para servir dicho producto, lugares como el Hotel Marquis Reforma y el Hotel Presidente Intercontinental.

## Tés herbales

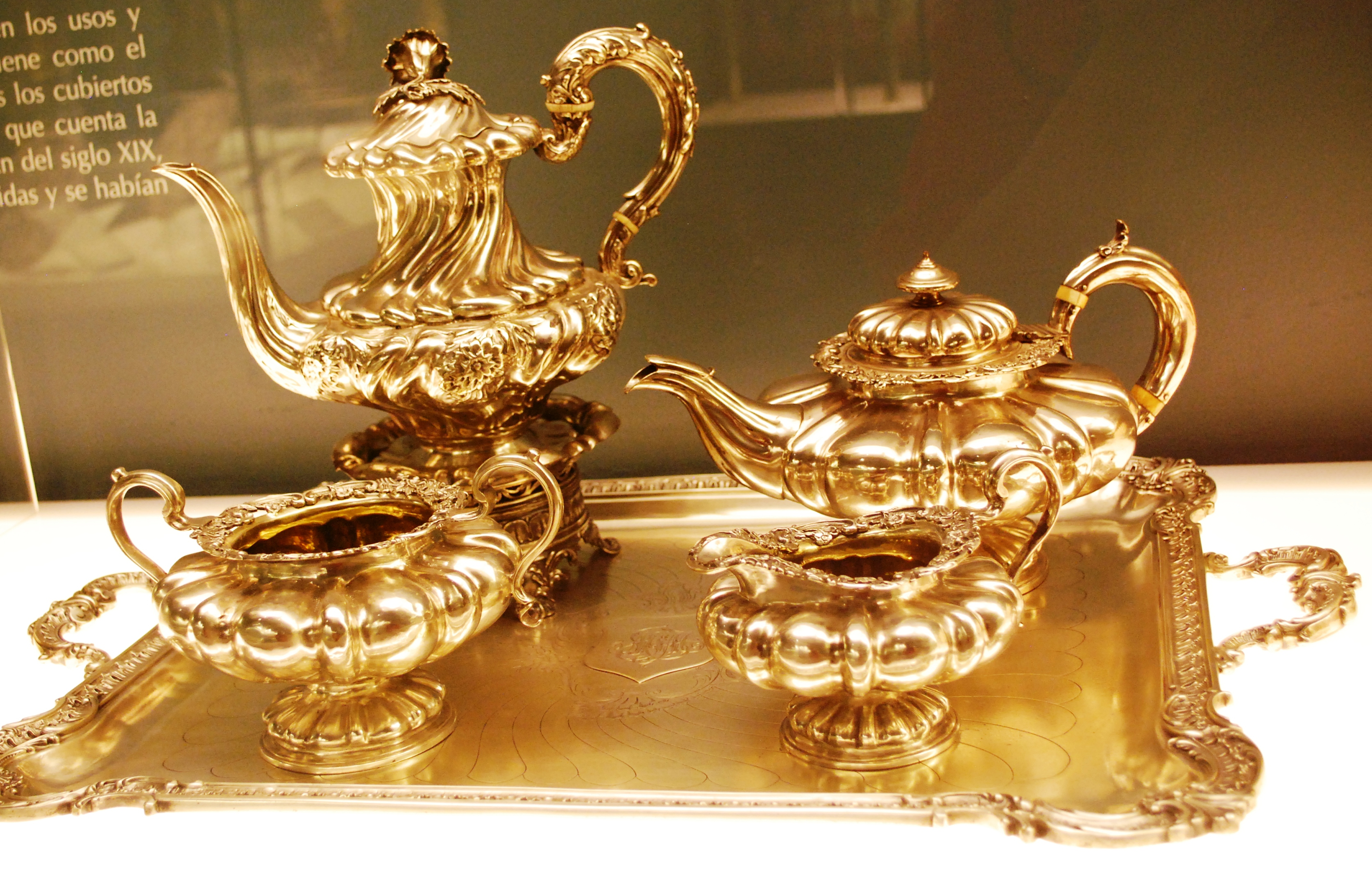
Juego de te hecho de oro y plata, perteneciente a la exposición del museo Franz Mayer Museum en la Ciudad de México.

Los tés herbales son populares en México. Hay una vasta variedad de hierbas, tanto indígenas como importadas y ambas son comercializadas en el mercado mexicano. Existen muchos tés tradicionales conocidos por sus propiedades medicinales, tales como el té de manzanilla, hierbabuena, toronjil, menta, tomillo o romero, entre otros. Una investigación se está llevando a cabo con el fin de comprobar si en verdad dichos tés tradicionales poseen alguna propiedad medicinal.
Algunos tés han tenido beneficios para la salud, mientras que otros no han perjudicado ni beneficiado la salud de aquellos que los consumen. Sin embargo, dentro de las familias mexicanas su uso es común en el tratamiento de gripe, dolores estomacales o como relajantes. Las tradicionales infusiones médicas son muy comunes en algunas comunidades de inmigrantes mexicanos en los Estados Unidos.
- Poleo es un té proveniente de la planta Hedeoma drummondii. Dejando de lado que dicha planta es utilizada en México para hacer una bebida, también funciona como un especia que era utilizada por las culturas nativas del norte. Se ha descubierto que el té de poleo es rico en antioxidantes.[4]

- Hierba buena es el nombre que se le da a la variedad de tés de menta y hierbas similares, pueden ser adquiridos en casi cualquier mercado. Este tiene mucha semejanza con la yerba mate que ha sido utilizada en muchos países Latinoamericanos, además de ser considerado bueno para la salud.

- El té de Damiana compuesto de hojas de damiana es consumido principalmente en México y Brasil para la impotencia.[5]  La Damiana era usada por los aztecas en siglos pasados.

Los tés tradicionales mexicanos se deben consumir con especial cuidado, el tiempo de hervor, la dosis incorrecta de ciertos tés, o la combinación de alguna hierbas puede llegar a ser tóxica.

## Tés modernos

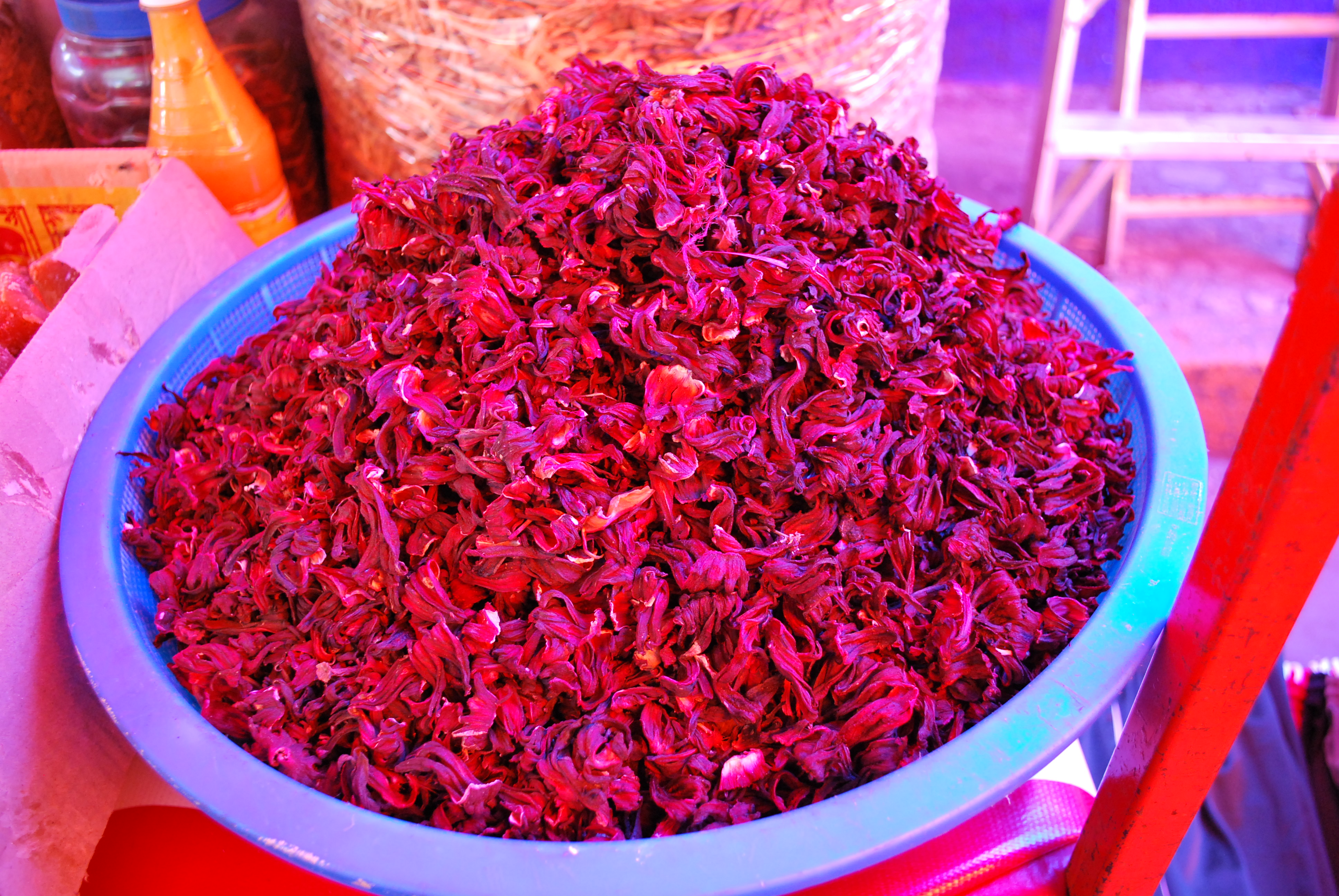
Flores secas de la Jamaica (Hibiscus), utilizados para hacer agua de Jamaica o té helado de Jamaica.

El té helado de jamaica es un popular té herbal hecho de flores y hojas de la planta hibiscus (Hibiscus sabdariffa), conocida como la flor de Jamaica en México. Se consume fría y es dulce. El té Hibiscus conocido como agua de Jamaica en México, está disponible en la mayoría de los restaurantes y comida de la calle.

## Champurrado
El Champurrado es una bebida mexicana dulce hecha a base de masa, leche, canela y chocolate, muchas veces clasificada erróneamente como "Té de chocolate mexicano", sin embargo su preparación es a base de leche, por lo tanto su consistencia es mucho más espesa. En México es común encontrarlo en puestos ambulantes o locales donde se consumen tamales, ya que se acostumbra comerlos juntos. Es una receta popular que se exporta a los Estados Unidos, además de estar relacionado con el xocoatl, un tradicional grano de cacao Azteca.